# Young and Stupid
Young and Stupid è il singolo di debutto della cantante svedese Mikeyla, pubblicato il 14 giugno 2005 su etichetta discografica Pama Records e distribuito dalla Mariann Grammofon come primo estratto dal suo album di debutto Glorious.

## Tracce
1. Young and Stupid – 3:04 (Peter Malmrup, Thomas Ahlstrand, Thomas Karlsson)
2. Not a Story – 4:11 (Peter Malmrup)

## Classifiche
| Classifica (2005) | Posizione massima |
| ----------------- | ----------------- |
| Svezia            | 14                |